# Comuna Dochia, Neamț

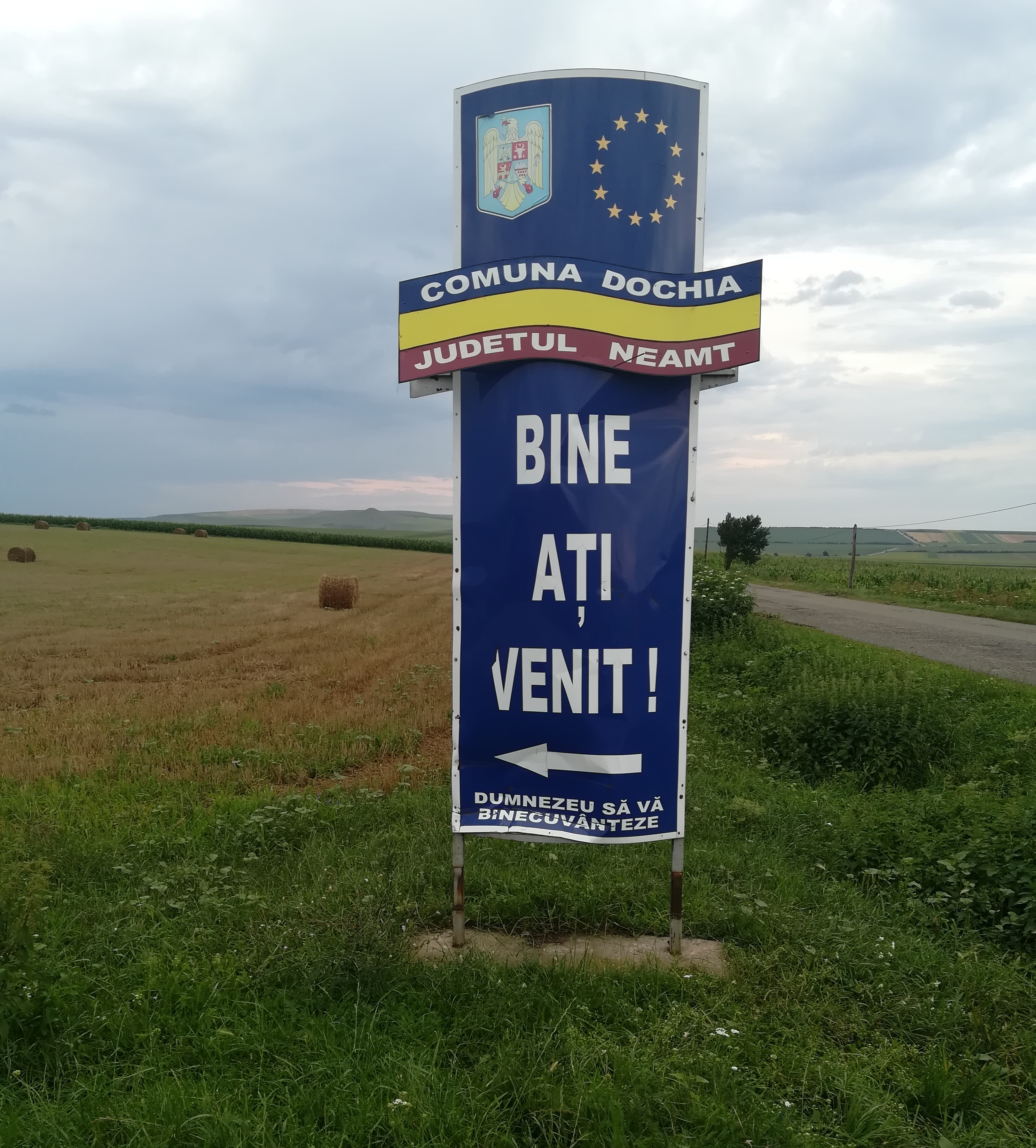
Intrare în Comuna Dochia 2020

Dochia (în maghiară Dókia) este o comună în județul Neamț, Moldova, România, formată din satele Bălușești și Dochia (reședința).

## Geografie
Comuna se află în zona centrală a județului, pe malul stâng al râului Cracău. 
Teritoriul comunei ocupă o suprafață de 3120,87 ha, care se întinde pe cursul inferior al râului Cracău, cu care se mărginește la vest. 
Comuna Dochia se învecinează:
- La Nord cu Comuna Ștefan Cel Mare, cu limită prin DN15B (Piatra-Neamț-Roman, 2100 m) și comuna Bârgăuani între tarlalele Văleni și Grădiște - 5183 m.
- La Sud cu Orașul Roznov(satul Slobozia), delimitare pe dealul Troița, tarlaua La Perdele și Groapa Lupului - 6057 m.
- La Est cu Comuna Mărgineni, cu delimitare terestră pe dealul Itrinești, dealul Bălușești și dealul Mărgineni - 5081 m.
- La Vest cu Comuna Săvinești prin delimitarea naturală dată de albia râului Cracău, tarlaua Călimani și Comuna Girov.

### Linii de comunicație
Este străbătută de șoseaua județeană DJ157, care o leagă spre vest de Dumbrava Roșie și Piatra Neamț (unde se termină în DN15) și spre est de Mărgineni, Făurei, Trifești și Horia (unde se termină în DN15D). Din acest drum, lângă Dochia se ramifică șoseaua județeană DJ157H, care o leagă spre nord de Girov (unde se termină în tot în DN15D).
La Vest avem DJ157H (asfaltat) spre comuna Girov (10 km), de unde drumul se poate continua spre Piatra Neamț (DN15B - 12 km), Roman (DN15B, 35 km), Hanul Ancuței (DJ208G, 23 km).
La Est avem DJ157H (neasfaltat încă) 8 km până la Itrinești.
La Sud avem DC109 (2 km asfaltat, se ajunge în Piatra Neamț prin DJ157 (12 km) și spre Roman (35 km) prin Mărgineni.

### Relief
Situată în Subcarpații Moldovei, subdiviziunea Depresiunii Cracău-Bistrița, la limita vestică a Dealurilor Moldovei, Comuna Dochia dispune de o structură deluroasă puțin accidentată. Cel mai înalt punct se află în Movila Icașului (490 m). Trecerea de la luncă la deal se face prin terase cu aspect plan sau puțin înclinat prin albia Cracăului. Trecerea de la luncă la terase și de la o terasă la alta se face prin versanți cu lățime mică, panta înregistrând înclinații între 10% - 40%, unde s-a dezvoltat și o eroziune de suprafață și de adâncime.

### Solul
La Dochia se identifică solul brun-roșcat de pădure și cernoziomul degradat.
Etajarea solului prezintă două trepte
- Treapta de deal cu soluri roditoare în alternanță cu soluri argiloase care predispun la alunecări de teren - Coasta Cracău și Coasta Onoaia. Potențialul agricol este deosebit pentru mai multe tipuri de culturi: fitotehnie, pomicultură, legumicultură.

- Treapta de luncă are cădere abruptă spre râul Cracău. Solurile sunt mai puțin roditoare, cu mlaștini: La Perdele, Crupa Mică, Sârghi, Coasta Bojoaga, Turbata - sau predispuse la formarea mlaștinei - Bahna Mazarini, Bahna Vatră, Iaz.

### Climă
Potrivit clasificării făcute de V. Mihăilescu, Depresiunea Cracăului și a Bistriței este cuprinsă în climatul de tranziție al regiunii colinare, caracterizat prin temperatura medie anuală ce oscilează între 8,8 C și 10 C, cu ierni aspre, veri nu prea călduroase. Valorile extreme ale temperaturii aerului înregistrate au fost: maxima de 36,6 C și minima de -28,5 C, luna cea mai călduroasă fiind Iulie, iar cea mai friguroasă Ianuarie. Vânturile bat dinspre nord, nord-vest, direcția lor fiind mai ales înspre cursul de apă al Cracăului.

#### Precipitații
În zonele deluroase se înregistrează 558 mm/an iar în zona depresionară 641 mm/an. Zona înregistrează o intensificare a vânturilor care generează furtuni de intensitate medie cu ploi în averse locale și viscole puternice iarna care provoacă înzăpeziri.
Media anuală a precipitațiilor este de 40 litri/mp maximul înregistrându-se în luna iunie, iar minimul în lunile ianuarie-februarie.
Cele mai mari cantități de precipitații cad vara, 38-46% din totalul anual, cele mai mici iarna, 9-18% din totalul anual. Numărul zilelor de ploaie este cuprins între 90-107.

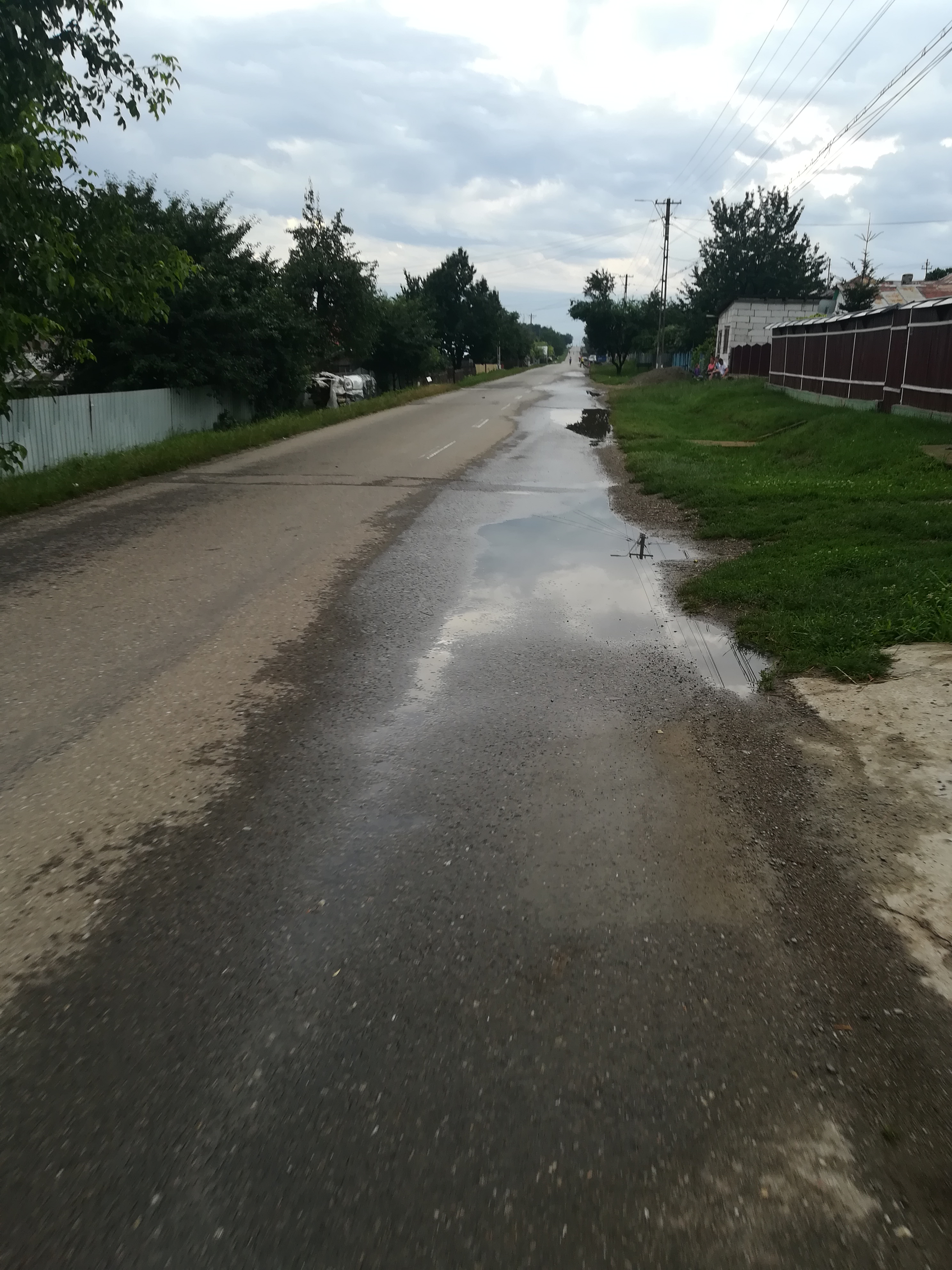
Drumul Comunal 109

### Rețea hidrografică
Pe partea vestică a comunei Dochia este râul Cracău care, împreună cu pârâurile Jidești și Bahna, formează rețeaua hidrografică a așezării. După Iorgu Iordan, denumirea de Cracău apare în secolul XIII de la ungurescul Karako. Alții spun că provine din limba polonă, Krakow care înseamnă Cracovia, numele orașului fiind frecvent scris de către cronicarii moldoveni Cracău. Pârâurile au un curs lent, stagnant, ceea ce determină menținerea mlaștinilor în anumite zone.

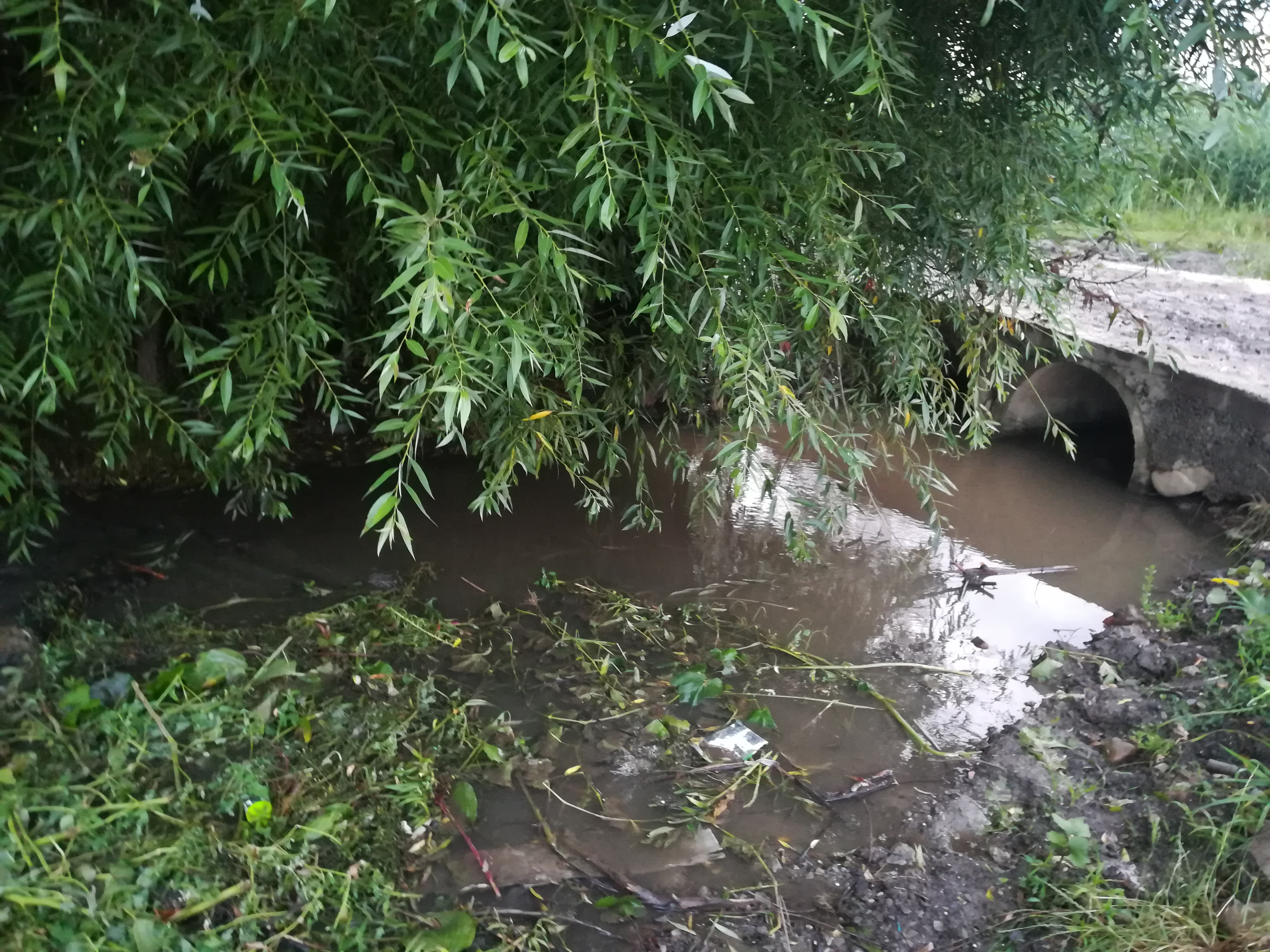
Pârâul Jidești-Bahna

Râul Cracău este cel mai important afluent pe partea stângă a Bistriței având o lungime de 58 km, suprafața bazinului hidrografic de 408 kmp, înclinarea medie este de 6,8 m la kmp. La intrarea în depresiune are o altitudine de 540 m, iar la confluența cu Bistrița are 260 m altitudine. Cursul Cracăului se încadrează în direcția generală NV-SE, izvorând din partea de SE a culmii Stânișoarei, de la o altitudine de peste 1000 m.
Debitul la vărsarea Cracăului este unul mediu, de doar 1,34 m3/s. Din scurgerea anuală, cea mai concentrată se înregistrează în lunile de primăvară și doar de 33,5% în cele de vară. Uneori, râul Cracău seacă aproape complet, dar la viituri, debitul poate înregistra valori de peste 380 m3/s și se pot scurge câteva zeci de milioane de m3 într-o singură viitură - față de volumul mediu al scurgerii într-un an de 42 milioane de m3.
Din calculul statistic al debitelor maxime anuale(INHGA), a rezultat că o dată la 100 de ani râul Cracău poate să atingă un debit maxim de 500 m3/s, o dată la 80 de ani poate să atingă 410 m3/s, o dată la 20 de ani 300 m3/s și o dată la 10 ani poată să ajungă la 220 m3/s. Volumul maxim ce poate fi atins o dată la 100 de ani în două zile este de 33 milioane m3.

## Demografie
Componența etnică a comunei Dochia
     Români (86,98%)
     Alte etnii (0%)
     Necunoscută (13,02%)
Componența confesională a comunei Dochia
     Ortodocși (80,55%)
     Romano-catolici (5,07%)
     Alte religii (1,17%)
     Necunoscută (13,21%)
Conform recensământului efectuat în 2021, populația comunei Dochia se ridică la 2.051 de locuitori, în scădere față de recensământul anterior din 2011, când fuseseră înregistrați 2.187 de locuitori. Majoritatea locuitorilor sunt români (86,98%), iar pentru 13,02% nu se cunoaște apartenența etnică. Din punct de vedere confesional, majoritatea locuitorilor sunt ortodocși (80,55%), cu o minoritate de romano-catolici (5,07%), iar pentru 13,21% nu se cunoaște apartenența confesională.

## Politică și administrație
Comuna Dochia este administrată de un primar și un consiliu local compus din 11 consilieri. Primarul, Constantin Păduraru[*], de la Partidul Social Democrat, este în funcție din 1 noiembrie 2024. Începând cu alegerile locale din 2024, consiliul local are următoarea componență pe partide politice:
|  | Partid                          | Consilieri | Componența Consiliului | Componența Consiliului | Componența Consiliului | Componența Consiliului | Componența Consiliului |
|  | ------------------------------- | ---------- | ---------------------- | ---------------------- | ---------------------- | ---------------------- | ---------------------- |
|  | Partidul Social Democrat        | 5          |                        |                        |                        |                        |                        |
|  | Partidul Puterii Umaniste       | 3          |                        |                        |                        |                        |                        |
|  | Partidul Național Liberal       | 1          |                        |                        |                        |                        |                        |
|  | Alianța pentru Unirea Românilor | 1          |                        |                        |                        |                        |                        |
|  | Uniunea Salvați România         | 1          |                        |                        |                        |                        |                        |

## Istorie
La sfârșitul secolului al XIX-lea, comuna făcea parte din plasa Piatra-Muntele a județului Neamț și era formată din satele Dochia și Bălușești, cu 1257 de locuitori care trăiau în 298 de case. În comună funcționau două biserici și o școală. Anuarul Socec din 1925 o consemnează în plasa Piatra a aceluiași județ, având aceeași alcătuire (plus cătunele Bahna și Jidești) și o populație de 1950 de locuitori. În 1931, i s-a alipit și satul Dănești.
În 1950, comuna fost transferată raionului Piatra Neamț din regiunea Bacău. În 1968, ea a revenit la județul Neamț, reînființat, și a fost imediat desființată, satele ei trecând la comuna Girov; tot atunci, au fost desființate satele Bahna și Jidești (comasate cu satul Dochia). Comuna a fost reînființată în 2003, în alcătuirea actuală, când s-a separat din nou de comuna Girov.

## Monumente istorice

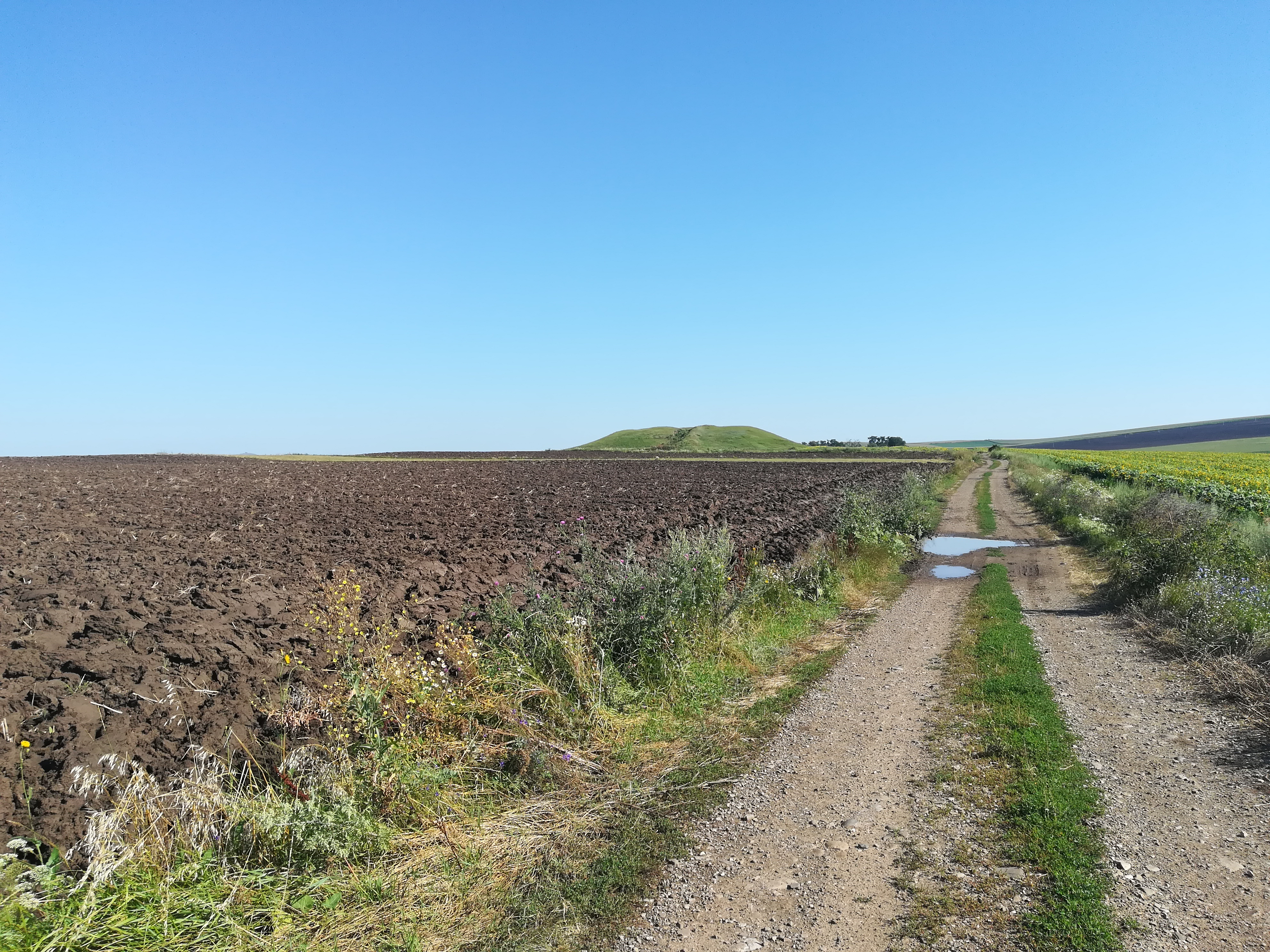
Sărățica este o fortificație din Hallstat. A fost descoperit un sit de apărare de 23 de hectare. Are 330 de m înălțime.

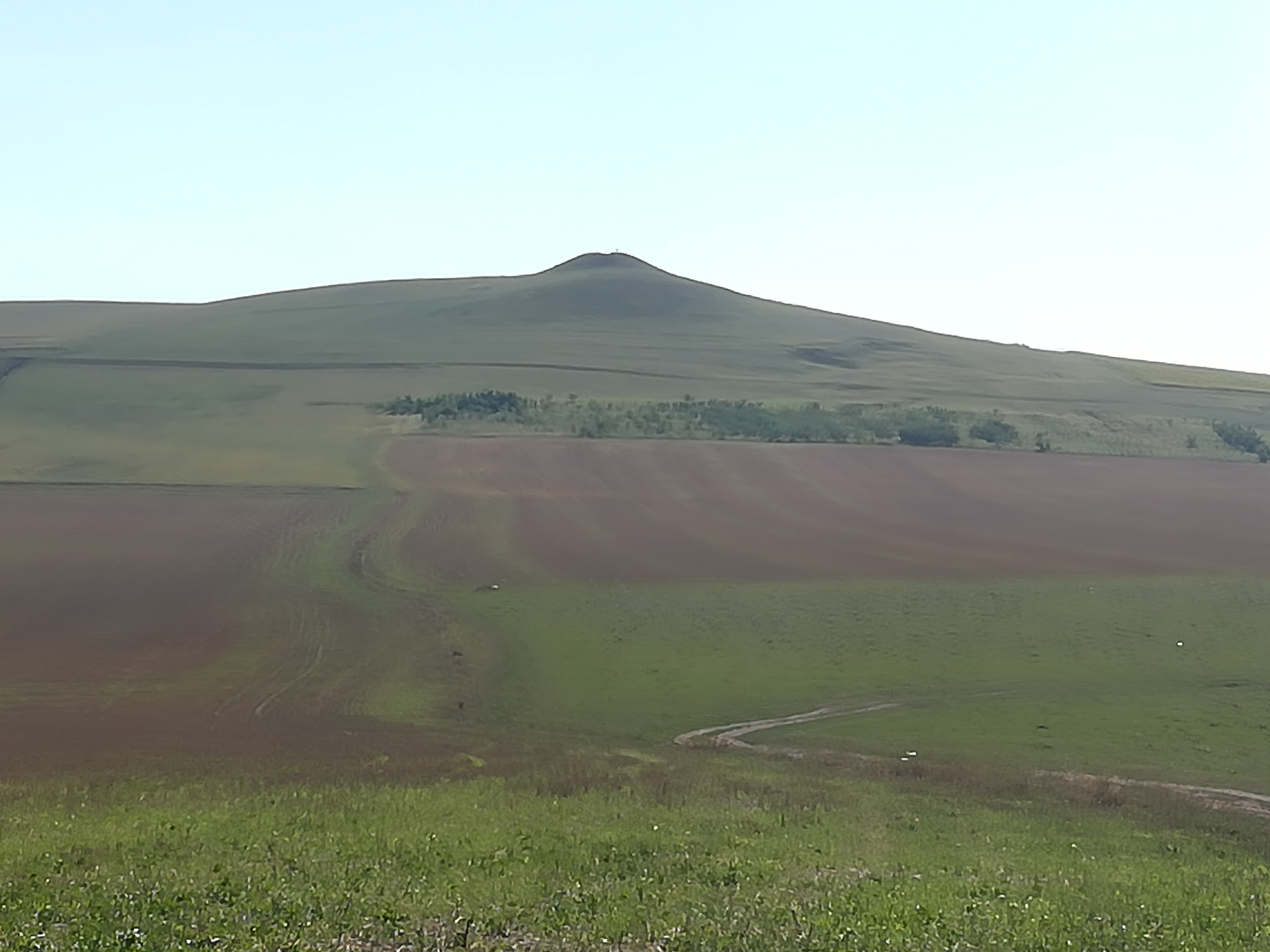
Movila Icașului a fost construită pe timpul Domniei lui Ștefan cel Mare și servea ca telefon fără fir. Se făceau focuri și se anunța venirea invadatorilor în țară.

Două obiective din comuna Dochia sunt incluse în lista monumentelor istorice din județul Neamț ca monumente de interes local, ambele fiind situri arheologice: cetatea din perioada Halstatt aflată în punctul „Cetățuia Sărățica”, și mormintele carpice din secolele al II-lea–al III-lea e.n. de „la Perdele”, ambele aflate în zona satului Dochia.

## Personalități
- Nicolae Ciobanu (critic literar) (1931, Bălușești – 1987), critic și istoric literar român;
- Ioan Scurtu (1940, Dochia), istoric și cadru didactic român;
- Viorica Ionică (1955, Piatra Neamț – 2020, Dochia), handbalistă română care a jucat pentru echipa națională a României.